# Cronologia de l'evolució humana
La cronologia de l'evolució humana destaca els principals esdeveniments en el desenvolupament i evolució de l'espècie dels humans i dels seus avantpassats. Aquesta cronologia no explica, per exemple, l'evolució dels ocells, dinosaures i lleons. Sí que inclou informació detallada d'altres espècies o grups d'animals que són possibles avantpassats d'Homo sapiens sapiens. Comença amb l'origen de la vida i presenta una possible línia de descendents que podrien haver dut cap als humans. Aquesta línia es basa en estudis de paleontologia, biologia del desenvolupament, morfologia, anatomia i genètica. L'estudi de l'evolució humana és el tema principal de l'antropologia.

## Taula cronològica
| Data                 | Esdeveniment |
| -------------------- | --- |
| 4.000 milions d'anys | Apareix la vida primerenca, possiblement derivada de molècules d'ARN autoreplicables. La còpia i reproducció d'aquestes molècules requereix de recursos com l'energia que esdevenen limitats, per la qual cosa comença la competició i la selecció natural. La selecció natural afavoreix aquelles molècules que són més eficients en la replicació. Les molècules d'ADN varen prendre el paper central de la replicació. Aviat varen desenvolupar una envolta que aportava un entorn estable des del punt de vista físic i químic i que s'anava dividint així que augmentava el contingut - neixen les protocèl·lules |
| 3.900 milions d'anys | Apareixen les cèl·lules del tipus procariota. Els primers organismes són quimioautòtrofs: fan servir diòxid de carboni com a font de carboni i oxiden materials inorgànics per extreure'n energia. Més tard, els evoluciona la glicòlisi, un conjunt de reaccions químiques que alliberen energia de molècules orgàniques com la glucosa. La glicòlisi genera molècules d'ATP com a divisa energètica de curt temps de vida, molècula que continua sent feta servir per la totalitat d'organismes vius coneguts fins avui en dia. |
| 2.500 milions d'anys | Primers organismes de respiració aeròbica. |
| 2.100 milions d'anys | Apareixen cèl·lules més complexes: les eucariotes, que conté diversos orgànuls. Sembla que han evolucionat d'una comunitat simbiòtica (vegeu la teoria endosimbiòtica) de cèl·lules procariotes. L'origen de les cèl·lules eucariotes és una fita en l'evolució de la vida: el seu elevat nivell de complexitat permet el desenvolupament de veritables organismes pluricel·lulars. |
| 1.200 milions d'anys | Apareix la reproducció sexual, liderant una acceleració de l'evolució. |
| 900 milions d'anys   | Els coanoflagel·lats són considerats els avantpassats del regne sencer dels animal, notant-se una gran relació amb les esponges. Els coanocits de les esponges tenen la mateixa estructura bàsica dels coanoflagel·lats. Aquesta mena de cèl·lules també es troben ocasionalment en altres grups d'animals com en els platelmints. Comparacions de les seqüències d'ADN recolzen una afiliació propera entre coanoflagel·lats i animals. |
| 850 milions d'anys   | Apareixen Proterospongia (membres dels coanoflagel·lats), els millors exemples de com poden haver estat els ancestres de tots els animals. Viuen en una colònia i mostren un primitiu nivell d'especialització cel·lular per a diferents tasques. Les semblances entre Proterospongia i les esponges són molt evidents per l'estreta relació entre protozous i metazous. |
| 600 milions d'anys   | Es creu que la primera vida multicel·lular fou una criatura com les esponges. Les esponges es troben entre els animals més simples, amb teixits parcialment diferenciats però sense músculs, nervis o òrgans interns. Són el fílum filogenètic més antic dels que existeixen encara avui. En diferents sentits, estan més a prop d'una colònia de cèl·lules que d'un organisme pluricel·lular. |
| 580 milions d'anys   | La locomoció dels animals pot haver començat amb els cnidaris. Posseeixen nervis i músculs. Els cnidaris són també els primers animals de mida i forma del cos definits. Tenen simetria radial. |
| 550 milions d'anys   | Els platelmints esdevenen els primers animals en tenir un cervell, i els animals més simples en tenir una simetria bilateral. Són també els animals més simples amb òrgans que provenen de tres línies germinals. |
| 540 milions d'anys   | Els enteropneusts són considerats més especialitzats i avançats que altres cucss plans imilars. Tenen un sistema circulatori amb un cor que també funciona com a ronyó. Té una estructura semblant a les ganyes que serveixen per respirar, semblant a la dels peixos prehistòrics. Són una mena d'enllaç entre els vertebrats i els invertebrats. |
| 530 milions d'anys   | L'avantpassat més directe conegut dels cordats és la pikaia. És el primer animal conegut amb una notocorda. Es creu que és l'avantpassat dels cordats i dels vertebrats. Els cefalocordats, encara avui en vida, retenen algunes característiques d'aquests primitius cordats. Uns altres animals primerencs semblants a fòssils cordats són els conodonts, uns animals en forma d'anguila d'entre 4 i 20 cm de llarg, amb un parell d'ulls grossos al cap i un complex recipient de dents. |
| 505 milions d'anys   | Apareixen els primers vertebrats: els ostracoderms, peixos sense mandíbules relacionats amb els actuals agnats. Haikouichthys i Myllokunmingia són exemples d'aquests peixos sense mandíbules. A més de no tenir mandíbules, el seu esquelet intern era de cartílag. Els mancava les aletes (pectorals i pèlviques) dels peixos més avançats. Varen ser els precursors dels osteïctis. |
| 480 milions d'anys   | Els placoderms eren un tipus de peixos prehitòrics, els primers amb mandíbules, les quals varen evolucionar del primer arc de les ganyes. El cap i el tòrax estaven coberts per plaques armades articulades i la resta del seu os estava nu. |
| 400 milions d'anys   | Apareix el primer celacant; es creia que aquest ordre d'animals no n'havien sobreviscut exemplars fins que se'n van descobrir el 1938. Sovint és descrit com un fòssil vivent. |
| 375 milions d'anys   | Tiktaalik és un gènere de sarcopterigi (lòbul-aletejat) peixos del Devonià amb moltes característiques dels tetràpodes. |
| 365 milions d'anys   | Alguns peixos amb aletes lobulades (sarcopterigis) desenvolupen cames i evolucionen cap a tetràpodes. Els primers tetràpodes evolucionen en pantans hàbitats d'aigua dolça. Els tetràpodes provenen de sarcopterigis amb un cervell bilobulat en un crani aplanat, una ampla boca i un morro curt, els ulls situats a la part superior de la cara demostren que era un habitant de les lleres, i que havia desenvolupat adaptacions de les aletes, incloent-hi els ossos per recolzar-s'hi. El fòssil vivent celacant és un peix relacionat però que no té aquestes adaptacions a les lleres. Feien servir les seves aletes com a pales en els seus hàbitats plens de plantes i detritus. Les característiques universals dels tetràpodes en què els colzes davanters es dobleguen cap enrere i els darrers cap endavant pot ser traçat plausiblement a aquest estadi evolutiu. Panderichthys és un peix d'uns 90-130 cm del Devonià superior. Tenia un cap de tetràpode. Té característiques trransiciónals entre els sarcopterigis i els tetràpodes primerencs. Els dipnous retenen algunes característiques dels tetràpodes primerencs. Un exemple és el Neoceratodus forsteri. |
| 315 milions d'anys   | Acanthostega és un amfibi extint que es troba entre els primers animals amb extremitats recognoscibles. És un candidat a ser un dels primers vertebrats en ser capaços de desplaçar-se per la terra. Li mancaven canells i estava generalment menys adaptat a caminar per terra. Probablement les extremitats no podien aguantar el pes de l'animal. Tenia tant ganyes com pulmons. Ichthyostega és un tetràpode primerenc, essent un dels primers animals amb cames, braços i ossos als dits, Ichthyostega és vist com un híbrid entre els peixos i els amfibis. Ichthyostega tenia cames però és probable que no es fessin servir per caminar. Es creu que passava períodes molt breus fora l'aigua i que feia servir les extremitats per tornar al fang. Els amfibis varen ser els primers animals quadrúpedes en desenvolupar pulmons. Els amfibis encara vius actualment retenen moltes característiques dels tetràpodes. |
| 300 milions d'anys   | Dels amfibis varen venir els primers rèptils: Hylonomus n'és el més antic conegut. Feia 20 cm de llarg (incloent-hi la cua) i probablement un aspecte similar als moderns llangardaixos. Tenia dents petites i esmolades i probablement menjava milpeus i insectes primitius. És un precursor dels amniotes i rèptils mamiferoides. L'evolució de l'ou amniòtic dona lloc als rèptils amniotes que poden reproduir-se al terra i deixar els ous a terra ferma. Ja no necessiten tornar a l'aigua per a la reproducció. Aquesta adaptació els dona la capacitat de colonitzar els altiplans per primera vegada. Els rèptils tenen un sistema nerviós avançat, comparat amb els amfibis. Tenen dotze parells de nervis cranials. |
| 256 milions d'anys   | Poc després de l'aparició dels primers rèptils es dividí en dues branques principals. Els sinàpsids: tenien un parell de forats en les seves calaveres, darrere els ulls, que eren fets servir per incrementar l'espai per als músculs. L'altra branca són els diàpsids. Dels sinàpsids provenen els teràpsids, els avantpassats directes dels mamífers. sovint són anomenats "rèptils semblants a mamífers". Els primers teràpsids són els pelicosaures. Varen ser els primers animals en tenir una finestra temporal. Les dents dels teràpsids mostren una diferenciació més acusada i van desenvolupant un paladar secundari que els permet menjar i respirar al mateix temps, signe d'un mode de vida, potser de sang calenta més actiu. |
| 220 milions d'anys   | Un subgrup de teràpsids, els cinodonts adquireixen més característiques de mamífers. Les mandíbules dels cinodonts són més com les de mamífers moderns, sent-ne els ancestres directes. |
| 220 milions d'anys   | Dels eucinodonts (cinodonts) esdevenen els primers mamífers. La majoria de primers mamífers eren petits i semblants insectívors a les musaranyes. Temperatura constant del cos. Tots els mamífers tenen glàndules per a la seva joventut. El neocòrtex ha evolucionat en els mamífers. La reva regió del cervell és única entre els animals. Entre els primers mamífers es troba: - Eozostrodon: Triàsic i Juràssic - Deltatheridium: Cretaci - Jeholodens: mitjans del Cretaci - Megazostrodon: Triàsic superior i Juràssic inferior - Eutriconodonta: del Triàsic al Cretaci - Zalambdalestes: Cretaci superior |
| 125 milions d'anys   | Eomaia scansoria és un mamífer euteri que portarà a la formació de mamífers placentaris moderns. Té un aspecte semblant al del modern liró, arborícola de Liaoning, Xina. |
| 100 milions d'anys   | Ancestre comú genètic dels ratolins i els humans. |
| 65 milions d'anys    | Un grup de petits mamífers insectívors nocturns anomenat euarconts comencen l'especiació que conduirà cap als ordres dels primats, escandentis i lèmurs voladors. Els primatomorfs són una subdivisió dels euarconts que inclou els primats i els protoprimats plesiadapiformes. Un dels primats més primerencs és el Plesiadapis que encara tenia urpes i els ulls localitzats als laterals del cap, del que es dedueix que era més terrestre que arborícola, malgrat ja pogués penjar-se a les branques dels arbres i menjar-ne fulles i fruits. Un dels últims plesiadapiformes fou Carpolestes simpsoni. Tenia dits prensibles, però no ulls davanters facials. |
| 40 milions d'anys    | Els primats divergeixen en els subordres dels estrepsirrins (primats de nas humit) i haplorrins (primats de nas sec), avantpassats dels humans. Un dels primers haplorrins fou Teilhardina asiatica, diürn, de mida semblant a la d'un ratolí i d'ulls petits. |
| 30 milions d'anys    | Els haplorrins es varen dividir en els infraordres dels platirrins i els catarrins. Els catarrins varen romandre a Àfrica quan aquesta se separà de l'Amèrica del Sud. Un dels seus ancestres pot haver estat l'Aegyptopithecus. Entre d'altres antics catarrins hi ha Bugtipithecus inexpectans, Phileosimias kamali i Phileosimias brahuiorum, que són semblants als actuals lemurs. Els mascles catarrins varen guanyar visió de color però varen perdre el rastre de feromones. |
| 25 milions d'anys    | Els catarrins se separen en dues grans superfamílies, els cercopitecoideus i els hominoïdeus. Els proconsuls varen ser un gènere primerenc dels primats primerencs. Tenien encara característiques de cercopitecoideus. Entre les seves característiques s'hi compten la fina capa d'esmalt de les dents, una estructura lleugera amb un pit estret, unes extremitats anteriors reduïdes, i un estil de vida arbori i quadrúpede, manca de cua, un colze del tipus humà i un cervell més gros en comparació amb el cos. El Proconsul africanus és un possible avantpassat dels grans, petits simis i humans. |
| 15 milions d'anys    | Els ancestres dels humans es diferencien dels ancestres dels gibons. |
| 13 milions d'anys    | Els ancestres dels humans s'especien i difereixen dels homínids. Es creu que el Pierolapithecus catalaunicus és l'avantpassat comú dels homínids. Té adaptacions especials per la vida arborícola, costelles amples i planes. |
| 10 milions d'anys    | Els ancestres dels humans s'especien i es diferencien del llinatge dels goril·les. |
| 5 milions d'anys     | Els avantpassats dels humans s'especien dels avantpassats mutus dels ximpanzés. L'últim avantpassat comú és el Sahelanthropus tchadensis. El més primerenc en la branca humana és l'Orrorin tugenensis. Tant els ximpanzés com els humans tenen una laringe que es ressitua durant els dos primers dos anys de vida en un punt entre la faringe i els pulmons, indicant que els ancestres comuns tenien aquesta característica precursora de la parla. |
| 4,4 milions d'anys   | Ardipithecus ramidus ramidus (Potser caminava dempeus la major part del temps o potser encara era més arborícola que terrícola) |
| 3,7 milions d'anys   | Alguns Australopithecus afarensis deixen les seves petjades en cendres volcàniques de Laetoli a Kenya. |
| 3 milions d'anys     | Els bípedes autralopitecins (hominins primerencs) es desenvolupen a les sabanes d'Àfrica. |
| 2 milions d'anys     | Homo habilis es creu que és l'avantpassat d'Homo ergaster, que al mateix temps donà lloc a l'espècie més humana d'Homo erectus. Hi ha un debat sobre si H. habilis és un avantpassat directe i sobre quants dels fòssils coneguts han de ser atribuïts a aquesta espècie. Vegeu: Homo rudolfensis |
| 1,8 milions d'anys   | Homo erectus apareix a l'Àfrica. Tindria una semblança evident amb els homes moderns però el seu cervell només seria un 74 per cent de la mida dels humans moderns. El seu front està menys inclinat i les dents són més petites. Es creu que és un avantpassat dels humans moderns (considerant Homo heidelbergensis com un pas intermediari). |
| 1,75 milions d'anys  | Homo georgicus (Geòrgia), de petit cervell, s'hi desplaça des d'Àfrica amb característiques d'Homo erectus i Homo habilis. |
| 700 milers d'anys    | Avantpassat genètic comú dels humans moderns i els neanderthals. |
| 355 milers d'anys    | Un Homo heidelbergensis de 1,5 m d'alçada deixa petjades en cendres volcàniques solidificades d'Itàlia. És morfològicament molt semblant a Homo erectus però té un major cervell que fa un 93% de la mida d'Homo sapiens. L'espècie era alta de mitjana (1,8 m) i més musculada que els humans moderns. |
| 195 milers d'anys    | Omo1, Omo2 (Etiòpia, riu Omo) són els primers Homo sapiens coneguts. |
| 160 milers d'anys    | L'Homo sapiens (Homo sapiens idaltu) a Etiòpia, al riu Awash, a Herto, practica rituals funeraris. |
| 150 milers d'anys    | Naixement de l'Eva mitocondrial a l'Àfrica. És la dona més recent avantpassada de la totalitat d'humans actualment vius. |
| 130 milers d'anys    | Apareix el gen relacionat amb el desenvolupament de la parla. |
| 100 milers d'anys    | Els primers éssers humans anatòmicament moderns (Homo sapiens) apareixen a Àfrica, evolucionant d'Homo heidelbergensis. Segons les estimacions actuals, els éssers humans tenen aproximadament 20.000–25.000 gens i compartien el 99% del seu ADN amb espècies extintes de Neanderthals i un 95% amb els ximpanzés, els parents evolutius vius més propers. La pell d'Homo sapiens està relativament mancada de pèl comparada amb la dels altres primats. El color de pell dels éssers humans contemporanis pot anar des del marró molt fosc fins al rosa pàl·lid. Està geogràficament estratificat i generalment es correspon amb els nivells d'UV. La pell humana i el color de cabell està controlada en part pel gen MC1R. Per exemple, el pèl roig i la pell pàl·lida d'alguns europeus és el resultat de la mutació en el gen MC1R. La pell humana té la capacitat de broncejar-se en resposta a l'exposició dels UV. La variació en la capacitat de bronzejar-se està també controlada pel gen MC1R. |
| 90 milers d'anys     | Els humans moderns arriben a l'Àsia a través de dues rutes: una pel nord, a través del Pròxim Orient i una pel sud a través d'Etiòpia, a través del Mar Roig i el sud d'Aràbia. Les mutacions causen canvis de color per tal d'absorbir les quantitats òptimes d'UV per a diferents latituds geogràfiques. Es comencen a formar les diferents "races" modernes. Les poblacions africanes romanen genèticament més diverses que la resta d'humanitat junta perquè només un subgrup de la seva població (i per tant només un subgrup de la seva població) sortí d'Àfrica. |
| 74 milers d'anys     | Erupció supervolcànica de Toba, Sumatra, Indonèsia fa disminuir la població humana. 6 anys d'hivern nuclear i 1.000 anys d'edat de gel. |
| 60 milers d'anys     | Naixement del cromosoma Y Adam a l'Àfrica (probablement a Etiòpia o al Sudan). És l'ancestre comú més recent del que descendeixen tots els cromosomes Y humans. |
| 50 milers d'anys     | Els humans moderns s'expandeixen des d'Àsia fins a Austràlia (per esdevenir els aborígens) i també a Europa. L'expansió es realitza més ràpidament per les costes que pels interiors. |
| 31 milers d'anys     | Els humans moderns entren per Sibèria a Amèrica del Nord en diverses onades. Com a mínim dues de les primeres onades no han deixat rastre genètic a Amèrica actualment. Els humans també arriben a les illes Salomó i al Japó. Apareix el marcador genètic M343. Es creu que aparegué en un home d'Àfrica fa uns 30.000 o més anys, propagant-se des de llavors. Aquest marcador genètic el porten la majoria d'europeus occidentals. El porten el 70% de la població total d'Anglaterra i el 90% en algunes part d'Irlanda i de la península Ibèrica. |
| 27 milers d'anys     | Els neanderthals s'extingeixen deixant Homo sapiens com l'única espècie viva del gènere Homo. |
| 10 milers d'anys     | Els humans arriben a la Terra del Foc a l'extrem sud de l'Amèrica del Sud, l'última regió continental en ser habitada per humans (excloent-ne l'Antàrtida). |